# Chicago Mustangs
Chicago Mustangs was een Amerikaanse voetbalclub uit Chicago, Illinois.

## Geschiedenis
In 1967 werd de United Soccer Association (USA) opgericht, een nieuwe voetbalbond die een professionele competitie organiseerde. De USA wilde de competitie starten in 1968, maar nadat nog een andere bond, NPSL, ontstond die al in 1967 een competitie organiseerde startte ook de USA in 1967 met een competitie. Omdat de bond geen spelers had werd besloten om teams te importeren van competities uit Europa en Zuid-Amerika, die net afgelopen waren en dus een zomercompetitie konden spelen in de Verenigde Staten. De Italiaanse club US Cagliari kwam naar Chicago om daar onder de naam Chicago Mustangs te spelen.
De club speelde in de Western Division samen met San Francisco Golden Gate Gales, LA Wolves, Houston Stars, Vancouver Royal Canadians en Dallas Tornado. Deze teams werden vertegenwoordigd door ADO Den Haag, Wolverhampton Wanderers, Bangu AC, Sunderland en Dundee United.
In december 1967 verenigde de USA zich met de NPSL en werd zo de North American Soccer League, die tot 1984 bestond. Na dit seizoen werd de club een semi-professioneel team en later werd het een B-elftal van Chicago Sting.

## Seizoen per seizoen
| Jaar | League | W  | V  | G | Ptn | Reg. Seizoen          | Playoffs            |
| ---- | ------ | -- | -- | - | --- | --------------------- | ------------------- |
| 1967 | USA    | 3  | 2  | 7 | 13  | 3de, Western Division | Niet gekwalificeerd |
| 1968 | NASL   | 13 | 10 | 9 | 164 | 2de, Lakes Division   | Niet gekwalificeerd |